# Trikotillomani
Trikotillomani (av tricho, 'hår' och tillo, 'rycka'), förkortas till TTM eller trich, och är ett slags impulskontrollstörning som innebär att en person rycker ut enstaka eller flera hårstrån från huvudet, ögonbrynen, ögonfransarna, pubis eller andra områden. 
Impulskontroll- och kompulsiva störningar (tvångssyndrom) kan ses som ett spektrum."  I den ena änden av spektrum finns tillstånd med huvudsakligen kompulsiva drag. Dessa patienter söker för olika tvångssyndrom, anorexi, hypokondri och liknande störningar. I den andra änden av spektrum finns en hög av mer tvångs-impulsiva störningar, inkluderande borderline eller impulsiva personlighetsstörningar, sexuella kompulsioner och spelmani. I mitten av spektrum finns Tourettes syndrom, trikotillomani, hetsätning, tvångsmässigt köpande och kleptomani. Ungefär 50% av dem som lider av TTM lider även av trikotillofagi, vilket innebär att man äter delar av eller hela hårstrået. Man tror att cirka 3-5 procent av jordens befolkning lider av sjukdomen.

## Konsekvenser
Trikotillomani kan i sin tur leda till ytterligare konsekvenser såsom social fobi, depression och ångest, vilket i sin tur kan leda till missbruk, självdestruktivitet med mera. Till följd av flitigt ryckande av hår uppstår fläckvis skallighet, lokal irritation/lokala hudinfektioner inklusive ögonproblem.
Psykologiska komplikationer av trikotillomani är:
- upp till 50% har djupa depressioner och/eller ångestsjukdomar.
- 30% upplever någon slags fobi (social fobi) eller generaliserat ångestsyndrom.
- 20% har ätstörningar.
- 15% har tvångssyndrom.
- 22% har dysmorfofobi.

## Diagnos
Det finns vissa kriterier för att diagnostisera trikotillomani:
1. upprepad ryckning av hår som resulterar i synliga hårlösa områden.
2. en ökande spänningskänsla innan man rycker eller när man försöker att låta bli att rycka.
3. njutning eller lättnad när man rycker.
4. förlust av hår inte kan tillskrivas annan medicinsk eller dermatologisk orsak.
5. ryckandet av hår orsakar fysisk smärta eller psykiskt lidande.

## Orsaker
Kliniska rapporter visar att det finns samband mellan ADHD och trikotillomani. Ny forskning har också visat att orsaken till att trikotillomani uppstår kan ha genetisk grund. Forskare vid Duke University säger sig ha identifierat en genmutation som kan ligga bakom sjukdomen. Andra källor visar att det kan vara att serotonin-halten i hjärnan är rubbad. Dessutom kan det utlösas av traumatiska händelser som en stresslösande (o)vana. Kan även utlösas av depressioner och mycket mental/social stress.

## Behandling
Den mest använda behandlingsmetoden för trikotillomani är idag kognitiv beteendeterapi, KBT, men SSRI-preparat sägs också hjälpa. Vissa väljer istället att försöka behandla sig själva genom att till exempel raka sig på det utsatta stället eller slänga eventuella hjälpverktyg.